# Grischow
Grischow (pol. hist. Grzyszów) – gmina w Niemczech, w kraju związkowym Meklemburgia-Pomorze Przednie, w powiecie Mecklenburgische Seenplatte, wchodząca w skład Związku Gmin Treptower Tollensewinkel.